# Dunia Rodríguez
Dunia Rodríguez  (Madrid) es una actriz española de cine, teatro y televisión. Conocida por su trabajo en la serie Vis a Vis, donde interpretó al personaje Casper;Ha participado en largometrajes como Vampus Horror Tales o El efecto Darma así como en cortometrajes como Noche de Brujas o X27; y en obras de teatro como Luz Propia.
En 2015 recibió el Premios Ondas como Mejor Intérprete de Ficción Femenina Nacional por su trabajo en Vis a Vis (Entregado en conjunto al reparto femenino de esta serie de televisión).
Actualmente también se  ha adentrado en el mundo de la música como cantante, interpretando el tema principal de la película El efecto Darma, titulada como Cosmic Lovers. Así como también ha interpretado el tema principal de la película Mi adorado Monster de Víctor Matellano con la canción Living in a Dream.
En 2021 colabora con el artista James B, haciendo un dueto con el crooner en su álbum titulado It's been a long, long time.

## Trayectoria

### Cine
- "El efecto Darma". (Dir. Jose Luis Rojas)

- Vampus Horror Tales . (Dir. Víctor Matellano).

- La Mediana.[10] (Dir. Martin Van Hassel).
- Una pareja como ninguna. (Dir. Anzony Blanco).
- Ópalo. (Dir. Augusto Almoguera).
- Future Shock (Dir. Jose Luis Mora).
- X27. (Dir. Jose Luis Mora).

- Noche de Brujas. (Dir. Augusto Almoguera).

### Televisión
- Vis a Vis

### Teatro
- Luz Propia. (Dir. Jorgelina Ramírez).